# Stazione di Grütschalp
La stazione di Grütschalp è una stazione ferroviaria ubicata a Lauterbrunnen, capolinea della Bergbahn Lauterbrunnen-Mürren.

## Storia
La stazione venne inaugurata il 14 agosto 1891, congiuntamente alla linea ferroviaria per Mürren. Nel 2006 è stata rinnovata a seguito della costruzione di una funivia.

## Struttura e impianti
La stazione dispone di un fabbricato viaggiatori che ospita i servizi per i passeggeri quali biglietteria e sala d'attesa. Il piano binario è composto da due binari tronchi, essendo la stazione di testa; è presente anche una rimessa e un'officina per i treni.

## Movimento
Il servizio viaggiatori prevede dai due ai quattro treni per ora per Mürren. Viene effettuato anche un servizio merci: in particolare quello del pellet che viene poi trasferito a valle tramite un sistema simile a una funicolare.

## Servizi
- Bar
- Biglietteria a sportello
- Biglietteria automatica
- Sala d'attesa
- Servizi igienici

## Interscambio
Dalla stazione è possibile effettuare l'interscambio con la funivia Lauterbrunnen-Grütschalp, che dal 2006 ha sostituito la funicolare, che conduce alla stazione di Lauterbrunnen, da dove parte la ferrovia per Interlaken Ost e quella per Grindelwald.